# 卖酒镇
卖酒镇，是中华人民共和国广西壮族自治区玉林市兴业县下辖的一个乡镇级行政单位。

## 行政区划
卖酒镇下辖以下地区：
卖酒村、通流村、平浪村、竹沙村、党州村、苍院村、乐泰村、睦村、周覃村和忠良村。